# Adolf Ernst
Adolf Ernst, född 6 oktober 1832 i Primkenau i Schlesien, död 12 augusti 1899 i Caracas i Venezuela, var en preussisk-venezuelansk naturforskare.
Ernst utvandrade 1861 till Venezuela, blev 1874 professor i naturvetenskap vid universitet i Caracas och föreståndare för ett av honom själv grundlagt nationalmuseum. Ernst behandlade i sina arbeten huvudsakligen Venezuelas växtvärld.
Auktorsnamnet Ernst kan användas för Adolf Ernst i samband med ett vetenskapligt namn inom botaniken; se Wikipediaartiklar som länkar till auktorsnamnet.